# 406年
| 千纪： | 1千纪 |
| 世纪： | 4世纪 \| 5世纪 \| 6世纪 |
| 年代： | 370年代 \| 380年代 \| 390年代 \| 400年代 \| 410年代 \| 420年代 \| 430年代                                                          |
| 年份： | 401年 \| 402年 \| 403年 \| 404年 \| 405年 \| 406年 \| 407年 \| 408年 \| 409年 \| 410年 \| 411年                                    |
| 纪年： | 丙午年（马年）；东晋义熙二年；后燕光始六年；后秦弘始八年；北魏天赐三年；北凉永安六年；南燕太上二年；西涼建初二年；高句丽永乐十六年 |

## 大事记
- 南燕北地王慕容鍾、將軍慕容法、段宏陰謀推翻慕容超，慕容超很快平定了這場未遂政變。
- 劉裕派毛修之與司馬榮期等進伐譙蜀，司馬榮期因部將楊承祖叛亂而遇害，毛修之只得退軍。
- 後燕昭文帝慕容熙再次攻打高句麗，被好太王擊敗。
- 12月31日——日爾曼民族和阿蘭人趁冬天萊茵河結凍之機一同侵入羅馬帝國。

## 出生
- 匈奴王阿提拉出生。
- 陸修靜，南北朝時著名天師道道士。（477年逝世）

## 逝世
- 司馬榮期，東晉宗室，曹魏太常司馬馗七世孫，司馬楚之之父。